# Звёздные врата: SG-1 (сезон 5)
Список и описание эпизодов пятого сезона американского научно-фантастического телевизионного сериала «Звёздные врата: SG-1», стартовавшего 29 июня 2001 года. Пятый сезон, состоящий из 22 эпизодов, заканчивается 17 мая 2002 года.

## В главных ролях
- Ричард Дин Андерсон — полковник Джек О'Нилл
- Майкл Шенкс — доктор Дэниэл Джексон
- Аманда Таппинг — майор Саманта Картер
- Кристофер Джадж — джаффа Тил'к
- Дон С. Дэвис — руководитель проекта генерал-майор Джордж Хаммонд

## Эпизоды
| № общий | № в сезоне | Название                                               | Дата премьеры   |
| --- | ---------- | ------------------------------------------------------ | --------------- |
| 89 | 1          | «Враги (вторая часть)» «Enemies (Part 2)»              | 29 июня 2001    |
| Взрывная волна отбросила корабль SG-1, «позаимствованный» у Хроноса, в другую галактику, на расстояние четырёх миллионов световых лет от Земли. В компании с ними оказался и флагман Апофиса. Только гоа’улд навел орудия и вознамерился в упор расстрелять повреждённый при взрыве корабль SG-1, как его внезапно атаковало незнакомое судно. |            |                                                        |                 |
| 90 | 2          | «Порог (третья часть)» «Threshold (Part 3)»            | 6 июля 2001     |
| Апофис изменил память Тил'ка, теперь джаффа считает себя преданным союзником гоа’улда и врагом SG-1. Чтобы вернуть друга, Джек, Дэниел и Саманта решились на рискованный ритуал джаффа, они подвели Тил'ка к порогу смерти и заставили его вспомнить всю свою жизнь. |            |                                                        |                 |
| 91 | 3          | «Вознесение» «Ascension»                               | 13 июля 2001    |
| На задании Саманта Картер неожиданно безо всякой причины потеряла сознание. После возвращения на Землю Саманта застала в своем доме загадочного поклонника, невидимого для окружающих. Она пожаловалась на незнакомца своим друзьям, но Джек, Дэниел и Тил'к не поверили в рассказ о инопланетном кавалере и решили, что Саманта переутомилась. |            |                                                        |                 |
| 92 | 4          | «Пятый человек» «Fifth Man»                            | 20 июля 2001    |
| Полковник О’Нилл и лейтенант Тейлор попали в засаду и застряли между двумя отрядами джаффа под командованием очередного Системного Владыки. Тем временем, Дэниел, Саманта и Тил'к благополучно вернулись на земную базу и обнаружили, что там понятия не имеют, кто такой лейтенант Тейлор и как он попал в отряд SG-1. |            |                                                        |                 |
| 93 | 5          | «Красное небо» «Red Sky»                               | 27 июля 2001    |
| Пространственный туннель, проложенный «Звёздными Вратами», сместил спектр звезды в инфракрасную сторону. Теперь жителей планеты, освещаемой красным солнцем, ждет неминуемая гибель от радиации. SG-1 обратились за помощью к Азгардам, но те отказались вмешаться, сославшись на политические мотивы. |            |                                                        |                 |
| 94 | 6          | «Обряд посвящения» «Rite Of Passage»                   | 3 августа 2001  |
| У Кассандры, заботливо опекаемой доктором Фрейзер, появились неконтролируемые приступы телекинеза. Её здоровье резко ухудшилось, у неё возросла мозговая активность и поднялась температура. В поисках лекарства SG-1 отправились на родину Кассандры и обнаружили лабораторию гоа’улда Нирти. |            |                                                        |                 |
| 95 | 7          | «Вьючное животное» «Beast Of Burden»                   | 10 августа 2001 |
| Унас Чака, когда-то похитивший Дэниела, а после подружившийся с ним, попал в неволю к людям использующим Унасов в качестве вьючных животных. Хозяин Чаки потребовал от Дэниела за свободу Унаса двух других рабов и Дэниэл решил освободить Чаку от рабской участи силой, даже рискуя свободой и безопасностью своих друзей. |            |                                                        |                 |
| 96 | 8          | «Гробница» «The Tomb»                                  | 17 августа 2001 |
| К SG-1 присоединилось четверо русских военных, и они отправились на поиски пропавшего русского отряда. Дэниел обнаружил гробницу 3000-летней давности, построенную по образцу месопотамских зиккуратов, а в ней тела погибших русских военных и гоа’улдовский саркофаг с разложившимися останками бывшего носителя гоа’улда Мардука. К несчастью, вход в зиккурат захлопнулся и замуровал путешественников в компании с жутким пожирателем плоти.                             |            |                                                        |                 |
| 97 | 9          | «Между двух огней» «Between Two Fires»                 | 24 августа 2001 |
| Прибыв на похоронную церемонию, SG-1 получили от Толланцев подозрительно щедрое предложение — ионные пушки в обмен на земной минерал, запасы которого у толланцев подошли к концу. Забравшись втихаря в толланский компьютер, Саманта обнаружила, что несколько месяцев назад ионные пушки не справились с кораблем гоа’улдов. И теперь, те стали диктовать Толланцам свои условия, пытаясь чужими руками убрать со своей дороги землян.                                      |            |                                                        |                 |
| 98 | 10         | «2001» «2001»                                          | 31 августа 2001 |
| Технически развитая раса Ашенов предложила землянам оружие и технологию, способные побороть гоа’улдов, потребовав взамен земную базу адресов планет. Отказ Ашенов, якобы в целях безопасности назвать координаты своей планеты, заставил Саманту заняться поисками их родины. Адрес одной из подозрительных планет совпал с координатами указанными в записке, которую Джек послал сам себе несколько месяцев назад.(Эпизод 4.16).                                            |            |                                                        |                 |
| 99 | 11         | «Крайние меры» «Desperate Measures»                    | 7 сентября 2001 |
| Майора Саманту Картер похитили таинственные люди в чёрном. Генерал Хаммонд, обеспокоенный исчезновением Саманты, отрядил Джека и Дэниела на её поиски. Пока Джек вытрясал информацию из Мейбурна, Саманте в секретной лаборатории устроили допрос, пытаясь выяснить, как извлечь личинку гоа’улда, когда она вылечит смертельно больного миллионера. |            |                                                        |                 |
| 100 | 12         | «Червоточина Экстрим» «Wormhole X-treme»               | 8 сентября 2001 |
| У Марса обнаружен неизвестный корабль, направляющийся к Земле. Саманта выяснила, что его создатели — вымершая раса, с последним представителем который SG-1 хорошо знакомы. А «последний из могикан» Мартин Ллойд (эпизод 4.11) поставил новое телевизионное шоу, положив в его основу идею… «Звёздных Врат». Проморолик оставил довольной только Саманту Картер, которой понравилась игра актрисы, изображающей её персонаж.                                                 |            |                                                        |                 |
| 101 | 13         | «Тренировочный полигон» «Proving Ground»               | 8 марта 2002    |
| SG-1 на тренировочном полигоне с курсантами, среди которых и подшефная Картер — Хейли. Саманта и Дэниел притворились гоа’улдами, а Джек с будущими SG-солдатами должны их нейтрализовать. Тренировка закончилась, курсанты недовольны незатейливостью и надуманностью задания. Внезапно раздался звонок, база «Звёздных Врат» захвачена гоа’улдами, SG-1 с курсантами бросились на выручку своим коллегам.                                                                    |            |                                                        |                 |
| 102 | 14         | «48 часов» «48 Hours»                                  | 15 марта 2002   |
| Корабль Танита разбил наборное устройство, когда SG-1 прыгнули в червоточину. На землю вернулись все, кроме Тил'ка. Саманта вычислила, что его энергия останется в буфере Врат, пока они отключены, и она сумеет вытащить Тил'ка с помощью наборного устройства русских. А пока, врата отключены на 48 часов, а Дэниел отправился на переговоры в Россию. |            |                                                        |                 |
| 103 | 15         | «Саммит (первая часть)» «Summit (Part 1)»              | 22 марта 2002   |
| Ток’ра создали химическое оружие, уничтожающее личинку гоа’улда внутри человека. Применить оружие решено на секретном саммите гоа’улдовских Системных Владык. Дэниел под видом раба проник на Саммит, но неожиданно столкнулся с гоа’улдом Осирисом, который поселился в теле его бывшей возлюбленной Сары, а на Саммите сообщил, что является представителем Анубиса, самого сильного из всех гоа’улдов. А на базу ток'ра, куда отправились остальные SG-1, напали гоа’улды. |            |                                                        |                 |
| 104 | 16         | «Последнее слово (вторая часть)» «Last Stand (Part 2)» | 29 марта 2002   |
| Встреча с Сарой/Осирисом помешала Дэниелу применить яд, так как смерть всех Системных Владык и отсутствие у Анубиса договора с Азгардами развязали бы новоиспеченному гоа’улду руки. Дэниел решил забрать Сару с собой на Землю, чтобы извлечь симбионта. А на планете ток'ра SG-1 наконец-то удалось подать сигнал бедствия Селмаку. |            |                                                        |                 |
| 105 | 17         | «Последний рубеж» «Failsafe»                           | 6 апреля 2002   |
| К Земле летит огромный астероид — подарок от гоа’улдов. Столкновение через 11 дней, силы взрыва, увеличенного наквадаком, хватит, чтобы сжечь атмосферу и вскипятить океаны. Азгарды помочь землянам отказались, опять сославшись на соглашение с Системными Владыками, ток'ра залечивают раны после нападения гоа’улдов. SG-1 придется «сражаться» с незваным гостем в одиночку, подлатав на скорую руку корабль Селмака, они отправились взрывать астероид.                 |            |                                                        |                 |
| 106 | 18         | «Воин» «The Warrior»                                   | 12 апреля 2002  |
| К’Тано, новый харизматичный предводитель джаффа, собрал армию для борьбы с ложными богами — гоа’улдами. SG-1 отправились на планету, где расположился лагерь сторонников К’Тано, поддержать движение сопротивления. Но Джека загрызли сомнения, уж слишком легко и непринужденно К’Тано находит сторонников, и затем, так же легко и просто отправляет их на заведомо невыполнимые задания.                                                                                   |            |                                                        |                 |
| 107 | 19         | «Угроза» «Menace»                                      | 26 апреля 2002  |
| На планете, разрушенной неизвестной катастрофой, SG-1 нашли девушку-робота. Саманта забрала её на базу для дальнейшего изучения, не подозревая, какого Троянского коня везет. Очнувшись, девушка-робот, будто не зная, что она робот, назвала своё имя — Риз и осведомилась о своем отце, а затем от скуки сотворила игрушку… репликатора. Когда генерал Хаммонд осознал опасность, репликаторы уже контролировали все компьютерные системы базы.                             |            |                                                        |                 |
| 108 | 20         | «Страж» «The Sentinel»                                 | 3 мая 2002      |
| Отряд SG-9 отправился на планету P2A018, чтобы принять участие в переговорах о «Страже» — оружии, защищающем планету от гоа’улдов. Но планета оказалась захваченной гоа’улдами Сварога, потому что лжеотряд «Звёздных Врат», воровавший инопланетный технологии (в эпизоде 318), повредил «Стража». Джек в компании бывших «коллег» из лжеотряда, вызволенных из тюрьмы, и при поддержке Дэниела, Саманты и Тил'ка отправился на P2A018, надеясь починить «Стража».           |            |                                                        |                 |
| 109 | 21         | «Высший» «Meridian»                                    | 10 мая 2002     |
| На планете Келоуна SG-1 обнаружили цивилизацию, всего на 50 лет отстающую от современной земной. Правительство страны, владеющей «Звёздными Вратами», в знак своего расположения приставило к SG-1 своего представителя Джонаса Квина. Настало время переговоров, как вдруг в исследовательской лаборатории произошел выброс радиации, в результате которого Дэниел получил смертельную дозу облучения, но получил возможность вознестись.                                    |            |                                                        |                 |
| 110 | 22         | «Откровение» «Revelations»                             | 17 мая 2002     |
| Осирис напал на планету, охраняемую азгардами по договору. Когда Тор бросился на помощь, гоа’улд Осирис захватил его в плен. Азгарды за неимением свободных кораблей попросили SG-1 эвакуировать с планеты азгардовских ученых. Тем временем, перед Тором предстал гоа’улд Анубис и продемонстрировал пленнику новое устройство, умеющее считывать информации напрямую из мозга.                                                                                              |            |                                                        |                 |